# Forno di Zoldo
Forno di Zoldo (ladinisch: al Fôr) ist eine Fraktion der nordostitalienischen Gemeinde (comune) Val di Zoldo in den Dolomiten, in der Region Venetien, Provinz Belluno.
Zusammen mit der Fraktion Zoldo Alto bildet es das Val di Zoldo, das für seine Gelatieri (ital. = Eismacher) bekannt ist. Die Nachbargemeinden sind Cibiana di Cadore, La Valle Agordina, Longarone, Ospitale di Cadore, Vodo di Cadore und Zoppè di Cadore.
Forno di Zoldo war eine selbständige Gemeinde und wurde am 23. Februar 2016 mit Zoldo Alto zur neuen Gemeinde Val di Zoldo zusammengeschlossen.

## Lage
Forno di Zoldo ist umgeben von der Civettagruppe, dem Pelmomassiv mit dem Monte Pelmo (3168 m s.l.m.) und der Bosconerogruppe.